# 阿尔塔泰尔梅
阿尔塔泰尔梅（義大利語：Arta Terme），是意大利乌迪内省的一个市镇。总面积52平方公里，人口2272人，人口密度43.7人/平方公里（2009年）。ISTAT代码为030005。